# Линкольн, Уильям
Уильям Уоллес Линкольн (21 декабря 1850, Спрингфилд, Иллинойс — 20 февраля 1862, Вашингтон) — третий сын 16-го президента США Авраама Линкольна и его супруги Мэри Тодд Линкольн. Умер в возрасте 11 с небольшим лет от болезни. Был назван в честь зятя Мэри Уильяма Уоллеса.

## Биография
Вилли, как его называли в семье, и его младший брат Тэд (Томас) считались озорниками и часто «переворачивали вверх дном» адвокатскую контору отца, когда семья Линкольнов жила в Спрингфилде; иногда Вилли называли любимым ребёнком в семье. После избрания Авраама Линкольна президентом семья переехала в Белый дом, где дети продолжили свои игры вместе с сыновьями Юлии Тафт. Однажды они поймали козу и загнали её в приёмную Белого дома, где в то время находилось множество посетителей, перепугав их. Вместе с тем есть сведения, что Вилли проявлял интерес к точным наукам и математике, любил рисовать и писал стихи, которые были опубликованы в одной из газет.
Вилли и Тэд сильно заболели в начале 1862 года, менее чем через год после начала Гражданской войны. Наиболее вероятной причиной их болезни сейчас называется брюшной тиф, хотя официально причиной смерти в газетах того времени было указано воспаление лёгких. Тэд вскоре оправился, но состояние Вилли оставалось нестабильным, а затем, несмотря на усилия врачей, начало ухудшаться. В 5.00 20 февраля 1862 года, в четверг, он скончался. Его смерть тяжело отразилась на семье: Линкольн в течение четырёх дней после кончины сына не принимал никаких писем и в течение трёх месяцев не выходил на работу; Тэд, по воспоминаниям отца, почти непрерывно плакал на протяжении месяца, а состояние Мэри, которая в течение долгого времени никуда не выходила из своей комнаты и отказывалась разговаривать и есть, было столь тяжёлым, что родные опасались за её рассудок.
Первоначально Вилли был 24 февраля похоронен на кладбище Оак-Хилл в Вашингтоне. После убийства Авраама Линкольна в 1865 году тело его сына было эксгумировано и помещено в катафалк его отца, отправленный в город Спрингфилд в Иллинойсе, на родину убитого президента, на кладбище Оак-Ридж, а перед этим — в похоронную процессию через все Соединённые Штаты. Из семи тысяч долларов, выделенных правительством на похороны Авраама Линкольна, десять долларов было выделено на эксгумацию тела его сына — именно такую сумму запросил согласившийся сделать это гробовщик. 19 сентября 1871 года, когда умер его брат Тэд, останки Вилли перенесли в семейный склеп там же.

## В массовой культуре
Уильям Линкольн упоминается в романе американского писателя Сета Грэма-Смита «Авраам Линкольн: Охотник на вампиров», который был экранизирован Тимуром Бекмамбетовым в 2012 году (роль исполнил Кэмерон М. Браун).
Уильям Линкольн также является героем романа американского писателя Джорджа Сондерса «Линкольн в бардо», удостоенного в 2017 году Букеровской премии.